# Trafalgar Square
Trafalgar Square er en plads i det centrale London. Navnet er til minde om Slaget ved Trafalgar (1805), en britisk flådesejr i Napoleonskrigene.
Midt på pladsen står Nelson's Column, en høj søjle med Lord Nelson på toppen. Det var Lord Nelson, der ledede den britiske flåde under slaget ved Trafalgar.
Navnet skulle oprindeligt have været King William the Fourth's Square (Kong William IVs plads), men George Ledwell Taylor foreslog navnet Trafalgar Square.

## Eksterne links
- Webcam, der viser Trafalgar Square Arkiveret 6. april 2011 hos  Wayback Machine

51°30′29″N 0°7′41″V / 51.50806°N 0.12806°V
- Wikimedia Commons har flere filer relateret til Trafalgar Square